# 빈땅
빈땅(인도네시아어: Bir Bintang)은 인도네시아의 맥주로, 하이네켄 인도네시아의 자회사 멀티 빈탕 인도네시아가 제조한다.